# أماندين هيس
أماندين هيس (بالفرنسية: Amandine Hesse)‏ مواليد 16 يناير 1993 في مونتوبان، فرنسا، هي لاعبة كرة مضرب فرنسية وتحتل حالياً المرتبة 160 (7 مارس 2016) في تصنيف رابطة محترفات كرة المضرب. أعلى تصنيف لها في الفردي كان 157. أعلى تصنيف لها في الزوجي كان 122.

## النهائيات

### الفردي (3–7)
| الحصيلة | الرقم | التاريخ        | الدورة                     | الأرضية | المنافس              | النتيجة            |
| ------- | ----- | -------------- | -------------------------- | ------- | -------------------- | ------------------ |
| الوصافة | 1.    | 26 يوليو 2010  | تامبيري، فنلندا            | ترابية  | أليز ليم             | 4–6, 3–6           |
| الوصافة | 2.    | 9 يناير 2012   | سانت مارتن، جوادلوب، فرنسا | صلبة    | ياسمين سشناك         | 7–6(7–4), 2–6, 1–6 |
| الفوز   | 1.    | 16 يناير 2012  | لو غوسييه، جوادلوب، فرنسا  | صلبة    | بولين باييت          | 7–5, 6–1           |
| الوصافة | 3.    | 30 يوليو 2012  | فيينا، النمسا              | ترابية  | باربارا هاس          | 1–6, 4–6           |
| الوصافة | 4.    | 17 ديسمبر 2012 | جيبوتي، جيبوتي             | صلبة    | ميلاني كلافنير       | 6–4, 5–7, 2–6      |
| الوصافة | 5.    | 4 مارس 2013    | نتانيا، إسرائيل            | صلبة    | أليكساندرا ساسنوفيتش | 2–6, 5–7           |
| الوصافة | 6.    | 26 أغسطس 2013  | روتردام، هولندا            | ترابية  | برناردا بيرا         | 6–1, 3–6, 5–7      |
| الفوز   | 2.    | 4 نوفمبر 2013  | فرنسا                      | صلبة    | تيميا باشينسكي       | 7–6(7–5), 3–6, 6–4 |
| الفوز   | 3.    | 9 ديسمبر 2013  | مدريد، إسبانيا             | صلبة    | إيفا بيرنروفا        | 4–6, 6–0, 6–2      |
| الوصافة | 7.    | 28 سبتمبر 2015 | فيكتوريا، المكسيك          | صلبة    | إليز ميرتينز         | 4–6, 3–6           |

## روابط خارجية
- أماندين هيس على موقع رابطة محترفات التنس (الإنجليزية)
- أماندين هيس على موقع الاتحاد الدولي لكرة المضرب (الإنجليزية)
- أماندين هيس على موقع كأس بيلي جين كينغ (الإنجليزية)
- أماندين هيس على موقع خلاصة التنس.كوم (الإنجليزية)
- أماندين هيس على موقع إي إس بي إن.كوم (الإنجليزية)